# Craig Parker
Craig Parker (* 12. listopad 1970 Suva, Fidži) je novozélandský herec a bavič původem z Fidži. Jeho první vystoupení v televizi bylo v osmi letech v show Hot Shots. Později se dal i k filmu a od roku 1987 se věnuje i stand-up comedy.
Role kterou i kritici známkovali pozitivně byla role Haldira z filmu Pán prstenů: Společenstvo prstenu a Dvě věže.

## Filmografie
- 2013 Království (seriál)
- 2013 Ospalá díra (seriál)
- 2012 Auckland Daze
- 2012 Zkáza lodi Endurance
- 2010 Spartakus: Krev a písek (seriál)
- 2009 Underworld: Vzpoura Lycanů
- 2008 Tajemství pravdy (Seriál)
- 2003 Námořní vyšetřovací služba (seriál)
- 2002 Pán prstenů: Dvě věže - Haldir
- 2001 Pán prstenů: Společenstvo prstenu – Haldir
- 2001 Nemocnice Mercy Peak (seriál)
- 2001 Nikdo tě neuslyší
- 1998 Mladý Hercules (seriál)
- 1998 Vojákova milenka
- 1995 Xena (seriál)
- 1993 Monstrum